# Epping (Essex)
Epping es una ciudad y un parroquia civil del distrito de Epping Forest, en el condado de Essex (Inglaterra). Su población de acuerdo al censo del 2001 es de 9889 habitantes. Según el censo de 2011, la parroquia civil de Epping tenía 11.461 habitantes.